# Balkh Airlines
Balkh Airlines – byłe afgańskie linie lotnicze z siedzibą w Mazar-i-Sharif w Afganistanie. Linia działała w latach 1996–1997. Obsługiwała loty pasażerskie z portu lotniczego Mazar-i Szarif przy użyciu jednego Boeinga 727-100, konkurując m.in. z Ariana Afghan Airlines. Firma została założona przez Abdurraszida Dostuma – uzbeckiego dygnitarza wojskowego rządzącego w tym czasie północą Afganistanu.